# Despina (Mond)
Despina (auch Neptun V genannt) ist der drittinnerste Mond des Planeten Neptun.

## Entdeckung und Benennung
Despina wurde um den 28. Juli 1989 von Stephen Synnott auf fotografischen Aufnahmen der Raumsonde Voyager 2 entdeckt. Die Entdeckung wurde am 2. August 1989 von der Internationalen Astronomischen Union (IAU) bekanntgegeben; der Mond bekam die vorläufige Bezeichnung S/1989 N 3.
Am 16. September wurde der Mond von der IAU nach der Nymphe Despoina benannt, einer Tochter der Göttin Demeter und deren Bruder Poseidon in der griechischen Mythologie. „Despina“ gründet auf dem griechischen Wort für „Herrin, Gebieterin“ und ist ein Beiname der Nymphe, deren wahrer Name nur den Eingeweihten bekannt war.

## Bahneigenschaften

### Umlaufbahn
Despina umkreist Neptun auf einer prograden, fast perfekt kreisförmigen Umlaufbahn in einem mittleren Abstand von 52.526 km (ca. 2,121 Neptunradien) von dessen Zentrum, also 27.762 km über dessen Wolkenobergrenze. Die Bahnexzentrizität beträgt 0,0001, die Bahn ist 0,07° gegenüber dem Äquator von Neptun geneigt.
Die Umlaufbahn des nächstinneren Mondes Thalassa ist nur 2.450 km von Despinas Orbit entfernt, die des nächstäußeren Mondes Galatea 9.430 km. Despina (und Naiad sowie Thalassa) befindet sich inmitten der beiden innersten Neptunringe, des Galle-Rings (1989 N3R), der 10.600 km vom Despina-Orbit entfernt ist und des schmalen LeVerrier-Rings (1989 N2R) in lediglich 670 km Entfernung, wo sich bereits die Innenkante des breiten staubigen Lassell-Rings (1989 N4R) befindet.
Despina umläuft Neptun in rund 8 Stunden, 1 Minute und 58 Sekunden. Da dies schneller ist als die Rotation des Neptun, geht Despina vom Neptun aus gesehen im Westen auf und im Osten unter. Da die Rotationszeit von Neptun mit 0,6713 Tagen kaum mehr als doppelt so lang ist, ergibt sich, dass am Neptunhimmel Despina für einen vollen scheinbaren Umlauf vom Neptun aus gesehen 0,994 Neptuntage benötigt, also nahezu genauso lange wie die Sonne. Daraus resultiert, dass sie nach Ablauf eines Neptuntages am Neptunhimmel fast am selben Ort steht wie zu Beginn des Tages, nämlich etwas mehr als zwei Grad weiter östlich.
Despina bewegt sich innerhalb eines kritischen Abstandes, nahe der Roche-Grenze, in einer absinkenden Bahn um den Planeten und ist dabei starken Gezeitenkräften ausgesetzt. Sie wird irgendwann zerrissen werden und sich zu einem Ring ausbilden oder in die Gasschichten des Neptuns stürzen beziehungsweise verglühen.

## Physikalische Eigenschaften
Despina ist ein dunkler, unregelmäßiger Körper mit einer Ausdehnung von 180 × 148 × 128 km und damit der sechstgrößte der bekannten Neptunmonde. Offenbar wurde der Mond durch keine geologischen Prozesse nach seiner Entstehung geformt. Es ist wahrscheinlich, dass Despina zu den Rubble Piles gehört, die sich aus Fragmenten von ursprünglichen Monden locker zusammengesetzt haben, die auseinandergebrochen sind, nachdem Neptuns größter Mond Triton von Neptun auf eine anfänglich sehr exzentrische Bahn gezwungen wurde.

## Erforschung
Despina wurde wie fünf andere innere Monde beim Voyager-2-Vorbeiflug entdeckt. Dabei konnten niedrig aufgelöste Bilder gemacht werden, die im Gegensatz zu denen von Naiad, Thalassa und Galatea nicht verschmiert waren. Seit dem Vorbeiflug wurde das Neptunsystem durch erdbasierte Beobachtungen wie auch mit dem Hubble-Weltraumteleskop intensiv studiert. 2002–2003 beobachtete das Keck-Observatorium das System mittels adaptiver Optik, wobei Despina in Bildprozessen wieder lokalisiert und beobachtet werden konnte. Im September 2009 veröffentlichte die NASA Bilder von 1989, die Despina und durch sie verursachte Schattenwürfe auf Neptuns Wolkendecke zeigten.